# Taisuke Hiramoto
Taisuke Hiramoto (jap. 平本 大介, Hiramoto Taisuke; * 21. November 1974 in der Präfektur Tokio) ist ein ehemaliger japanischer Fußballspieler.

## Karriere
Hiramoto erlernte das Fußballspielen in der Schulmannschaft der Horikoshi High School. Seinen ersten Vertrag unterschrieb bei den Omiya Ardija. Der Verein spielte in der zweithöchsten Liga des Landes, der Japan Football League. Ende 1999 beendete er seine Karriere als Fußballspieler.